# San Jose (Samar du Nord)
Pour les articles homonymes, voir San Jose.
San Jose est une localité de la province de Samar du Nord, aux Philippines. En 2015, elle compte 17 561 habitants.